# Rhinichthys osculus
Espèce
Statut de conservation UICN

 LC  : Préoccupation mineure
Le Naseux moucheté (Rhinichthys osculus) est une espèce de poissons de la famille des Cyprinidae.